# William McMillan (Politiker)
William McMillan (* 2. März 1764 bei Abingdon, Kolonie Virginia; † Mai 1804 in Cincinnati, Ohio) war ein US-amerikanischer Jurist und Politiker (parteilos). Von 1800 bis 1801 war er Delegierter des Nordwestterritoriums im Repräsentantenhaus der Vereinigten Staaten.

## Biografie
William McMillan wurde im Washington County im heutigen Bundesstaat Virginia geboren. Am College of William & Mary studierte er Jura. 1787 zog er nach Fort Washington, dem heutigen Cincinnati. Ein Jahr später wurde er als Rechtsanwalt zugelassen. Er eröffnete eine Anwaltskanzlei in Cincinnati. Von 1799 bis 1800 war er Mitglied des Repräsentantenhauses des Nordwestterritoriums für das Hamilton County.
Als Nachfolger von William Henry Harrison wurde McMillan 1800 Delegierter des Nordwestterritoriums im US-Repräsentantenhaus. Er kandidierte bei den Kongresswahlen 1800 nicht mehr. Nachdem Ohio 1803 ein US-Bundesstaat geworden war, wurde er zum ersten Bundesstaatsanwalt für den Distrikt von Ohio ernannt. Aus gesundheitlichen Gründen übte er sein Amt jedoch faktisch nicht aus.
Im Mai 1804 starb McMillan in Cincinnati. Er wurde auf dem Spring Grove Cemetery beigesetzt.